# Estesícor
Estesícor (en grec antic: Στησίχορος, llatí: Stesichorus, que vol dir 'mestre del cor', per la seva habilitat en dirigir els cants corals) fou un cèlebre poeta de l'antiga Grècia nadiu de Metaure, a la Magna Grècia, que va viure entre el segle vii i el segle vi aC; fou, per tant, contemporani de Safo, Alceu, Pítac i del tirà Fàlaris d'Acragant, i va florir cap al 603 aC i fins a la seva mort, potser el 560 aC (o entre el 556 i el 552 aC) als 80 o 85 anys. Era un dels anomenats Nou poetes lírics.
Estesícor és conegut per les seves narracions en versos lírics i per les tradicions que circularen sobre la seva vida, com haver estat encegat per Helena de Troia després que l'ofengués amb una de les composicions, i més tard haver recobrat la vista després d'haver-se retractat en una nova composició, intitulada Palinòdia (d'aquí l'expressió comuna cantar la palinòdia 'desdir-se, retractar-se').

## Biografia
La major part de dades conegudes sobra la vida d'Estesícor són incertes o provenen de tradicions populars. Plató, al seu diàleg Fedre, el fa nascut a Hímera, i a les monedes de la ciutat hi ha la seva efígie. Ciceró diu que en aquesta ciutat hi havia una estàtua seva, però l'enciclopèdia Suda diu que va néixer a Metaure, al sud d'Itàlia, d'on els seus pares haurien emigrat a Hímera. La seva família, on hi va haver diversos poetes, es deia descendent d'Hesíode. El seu pare és esmentat amb diversos noms (Euforb, Eufem, Euclides i Hietes). Segons la Suda tenia dos germans: un geòmetra, de nom Mamertí, i un legislador anomenat Halíanax. El seu nom de naixement hauria estat Tísies, i posteriorment hauria estat anomenat Estesícor en referència a la seva habilitat en el cant coral.
Es va educar a Catana, i potser va gaudir de l'amistat del tirà Fàlaris d'Acragant, encara que la font són unes cartes espúries. Va viatjar per tota Grècia i va participar en diversos concursos, i potser també a Pal·làntion, a l'Arcàdia, on va viure algun temps com exiliat; en tot cas, va tornar a Sicília i va ser enterrat a Catana. Va tenir una especial relació amb Esparta: la Crònica de Paros li atribueix un viatge a aquell país, i la seva obra Orestea (Ὀρεστεία) la va escriure per una festa espartana. Una altra obra seva, la Palinòdia (Παλινῳδία εἰς Ἑλέναν), la va escriure per satisfer Esparta; Pausànias explica la llegenda que, després d'escriure una obra atacant Helena d'Esparta, va tornar cec, i no va recuperar la vista fins que no va escriure la Palinòdia (literalment 'cantar una altra vegada'), retractant-se del que havia dit.
A Termes, la ciutat successora d'Hímera, va tenir una estàtua de bronze. Probablement una medalla de bronze d'Hímera portava la seva imatge.

## Obra
Estesícor passava per l'inventor de la poesia coral: entre les innovacions introduïdes, Estesícor va trencar la monotonia de l'estrofa i l'antístrofa introduint l'epoda o conclusió, i els seus metres eren més variats i les seves estrofes més elaborades que les d'Alcman. No obstant això, és un autor força arcaic i deutor d'Homer: els seus poemes tractaven principalment de temes heroics, i va ser l'encarregat de transferir la vella poesia èpica a les noves formes líriques, abandonant la forma contínua en el temps i centrant-se en personatges concrets. Per això, es considera una lírica encara amb molts de trets propis de l'èpica, com és la temàtica. No obstant això, sembla que també va compondre poemes sobre altres temes, com ara poesia eròtica i poemes d'amor.
Entre els que el van elogiar cal esmentar a Ciceró, Aristides, Dionisi d'Halicarnàs, Dió Crisòstom i Sinesi. Hom el compara sovint en estil amb Homer, encara que Quintilià diu que el seu llenguatge era un xic difús, cosa que contradiu Hermògenes. En tot cas, va ser un dels principals poetes lírics de l'antiguitat, en una sèrie que va començar amb Alcman cinquanta anys abans.
Com és el cas de la resta de lírics, gairebé tota la producció d'Estesícor s'ha perdut. Pel que fa a la tradició manuscrita, solament es conserven dos epitafis sobre Estesícor: un en grec, per Antípater de Sidó, inclòs a l'Antologia grega, i un altre en llatí. Tota la resta de la seva obra coneguda consisteix en citacions d'altres autors. Es conserven, això sí, molts de títols:
Temàtica mitològica
- Athla (Ἄθλα, 'combats')
- Geriònida (Γηρυονίς), la lluita d'Hèracles amb el gegant Geríon
- Cèrber (Κέρβερος), sobre Cèrber, el guardià de les portes de l'Hades
- Cicne (Κύκνος), segurament sobre l'heroi Cicne
- Escil·la (Σκύλλα), sobre Escil·la, guardiana de l'Estret de Messina
- Sioteres (Συοθῆραι)
- Europea (Εὐρώπεια), sobre la recerca de Cadme de la seva mare Europa
- Iliupersis (Ἰλίου πέρσις, 'el Saqueig de Troia'), sobre la destrucció de Troia, relacionat amb el poema èpic Iliupersis
- Nostoi (Νόστοι, 'els Retorns'), sobre el retorn a casa dels herois grecs després de la Guerra de Troia, relacionat amb el poema èpic dels Retorns
- Orestea (Ὀρεστεία), sobre Orestes i de com les Erínnies el perseguien

Altres
- Palinòdia a Hèlena (Παλινῳδία εἰς Ἑλέναν), on es retractava d'un poema anterior que deia que Hèlena va ser la causant de la Guerra de Troia
- Epitalami d'Hèlena (Ἐπιθαλάμιον Ἑλένας), epitalami sobre el casament d'Hèlena
- Càlica (Καλύκα, 'calze, copa'), de temàtica eròtica
- Ràdina (Ῥαδινά, 'flexible, ràpida'), de temàtica eròtica
- Dàfnida (Δάφνις), sobre Dafne i Apol·lo, de temàtica pastoral
- El cavall i el cérvol (Ἵππος καὶ ἔλαφος), faula
- El llaurador i l'àguila (Γεωργὸς καὶ ἀετός), faula
- Recomanacions als locris (Είς Λόκρους παραίνεσις), faula